# Униформе
„Униформе ” је југословенска ТВ мини серија снимљена 1972. године у продукцији Телевизије Београд.

## Улоге
| Глумац                | Улога                          |
| --------------------- | ------------------------------ |
| Ивица Видовић         | (1 еп. 1972)                   |
| Ташко Начић           | (1 еп. 1972)                   |
| Петар Краљ            | (1 еп. 1972)                   |
| Данило Бата Стојковић | (1 еп. 1972)                   |
| Милутин Бутковић      | (1 еп. 1972)                   |
| Јадранка Вучак        | (1 еп. 1972)                   |
| Гизела Вуковић        | (1 еп. 1972)                   |
| Соња Ђурђевић         | (1 еп. 1972)                   |
| Љубомир Ћипранић      | (1 еп. 1972)                   |
| Дамјан Клашња         | (1 еп. 1972)                   |
| Миња Војводић         | (1 еп. 1972)                   |
| Слободан Новаковић    | (1 еп. 1972)                   |
| Раде Којадиновић      | (1971) (непознат број епизода) |
| Ксенија Мартинов      | (1971) (непознат број епизода) |

Комплетна ТВ екипа ▼
| Редитељ                   | Љубомир Драшкић     | (1 еп. 1972)                     |
| Сценариста                | Драган Алексић      | (1 еп. 1972)                     |
| Сценариста                | Миодраг Новаковић   | (1 еп. 1972)                     |
| Сценариста                | Предраг Перишић     | (1 еп. 1972)                     |
| Сценариста                | Миленко Вучетић     | (1 еп. 1972)                     |
| Директор фотографије      | Александар Петковић | (непознат број епизода)          |
| Монтажер                  | Милица Петровић     | (1 еп. 1972)                     |
| Сценограф                 | Милан Тодоровић     | (1 еп. 1972)                     |
| Костимограф               | Светлана Мишковић   | (1 еп. 1972)                     |
| Одсек за шминку           | Станислава Зарић    | шминкерка (1 еп. 1972)           |
| Менаџер продукције        | Миодраг Станковић   | директор филма (1 еп. 1972)      |
| Помоћник режије           | Никола Јанковић     | 1 помоћник редитеља (1 еп. 1972) |
| Уметнички одсек           | Негослав Ђоковић    | сценски реквизитер (1 еп. 1972)  |
| Одсек за звук             | Херман Кокове       | тон мајстор (1 еп. 1972)         |
| Одсек за камеру и расвету | Живорад Нешић       | пратилац камере (1 еп. 1972)     |